# 張綸 (成化進士)
張綸（1454年—1523年），字大經，號敬軒，直隸寧國府宣城（今安徽宣州市治），寄籍順天，明朝政治人物。

## 生平
成化十九年癸卯科應天府鄉試舉人，二十年（1484年）联捷甲辰科進士，成化二十三年（1487年）授直隸鹽山縣知縣，弘治五年（1492年）七月擢浙江道監察御史，巡通州倉。丁忧，服阕，十年十月復除雲南道御史，监卢沟桥税，巡视内库、光禄寺，七年巡视居庸诸关边備，以内艰归，弘治十年终丧，改雲南道御史，巡按直隶真定等府。十五年十月升光禄寺少卿，正德二年（1507年）五月升通政司右通政提督誊黄，三年二月升都察院右佥都御史，九月升大理寺卿，六年十一月升工部右侍郎，七年十二月改刑部右侍郎，九年正月进左侍郎，九年秩满，十二年六月升都察院右都御史。明武宗時中官用事，張綸彈劾巨璫蕭敬等罪當誅，久不報。世宗即位，十六年七月被科道纠拾，屡乞致仕，被准歸鄉，卒年七十。。

## 著作
有《敬亭稿》。

## 家族
曾祖张原甫，乡人称之为留福处士，以仲子张皞貴封武畧將軍富峪衛副千户；祖父张晔，官湖广右参政；父张輔，號逸菴。母李氏。
長子张乾、次子张幹，皆为舉人；次张韩，国子生；次张輈。